# André Fröhlich
Pierre-André Fröhlich (* 8. Februar 1969 in Frankfurt/Oder) ist ein deutscher Volleyball- und Beachvolleyballspieler sowie Trainer. Er war deutscher Vizemeister 1996 im Sand und 1997 in der Halle.

## Karriere Halle
Fröhlich begann als Fünfzehnjähriger mit dem Volleyball in Schwedt/Oder und wurde ein Jahr später auf die Sportschule TSC Berlin berufen. Er spielte drei Jahre in der Junioren-Nationalmannschaft der DDR und bestritt 106 Länderspiele. Dabei wurde er dreifacher Juniorenmeister der DDR, Zweiter bei den JWDF 1987 im rumänischen Constanța und Fünfter bei der JEM 1988 in Bormio (Italien). Mit neunzehn Jahren wurde Fröhlich in die A-Nationalmannschaft der DDR berufen und bestritt dort 19 Länderspiele. Dabei wurde er 1989 Neunter bei der Europameisterschaft in Schweden.
Nach der Wende spielte der Universalspieler in der deutschen Bundesliga beim VBC Paderborn. Nach drei Saisons kehrte Fröhlich zurück nach Berlin und war weiterhin in der Bundesliga ab 1993 bei Post Telekom Berlin und ab 1995 beim SG Rupenhorn Berlin aktiv. In dieser Zeit wurde Fröhlich auch neunmal in der deutschen Nationalmannschaft eingesetzt. 1996/97 wurde er mit dem VfB Friedrichshafen deutscher Vizemeister. Danach wechselte Fröhlich zurück zum Post Telekom Berlin, der sich zwei Jahre später der SC Eintracht Innova anschloss.

## Karriere Beach
Fröhlich spielte seit 1992 mit Holger Werner im Sand und erreichte 1994 Platz neun bei der deutschen Meisterschaft in Timmendorf. Von 1995 bis Mitte 1997 war Falk Zimmermann sein Partner. Die beiden Berliner gewannen das CEV-Turnier im griechischen Glyfada und erreichten bei den deutschen Meisterschaften 1995 Platz fünf und 1996 Platz zwei. Mit Andreas Scheuerpflug hatte Fröhlich 1997 und 1998 mehrere Turniere auf der FIVB World Tour. Das Berlin Open-Turnier 1998 spielte Fröhlich mit Edgar Krank. Nach zwei Knieverletzungen spielte Fröhlich seit 2001 wieder mit verschiedenen Partnern auf nationalen Turnieren.

## Karriere Trainer
Nach seiner aktiven Laufbahn war Fröhlich von 2008 bis 2021 Beachvolleyball-Trainer mit zahlreichen nationalen und internationalen Spitzenplatzierungen seiner betreuten Duos:
- 2005–2008 Helke Claasen und Antje Röder[7] (WM-Fünfte und DM-Zweite 2007, DM-Dritte 2008)
- 2006–2008 Stefan Uhmann und Kay Matysik[7] (DM-Zweite 2007, EM-Zweite 2008)
- 2008–2009 Jonathan Erdmann/Christoph Dieckmann und Kay Matysik
- 2008–2009 Geeske Banck und Anja Günther (DM-Zweite 2009)
- 2013–2015 Sebastian Fuchs und Thomas Kaczmarek[8][9] (DM-Zweite 2014)
- 2015–2016 Sebastian Fuchs und Stefan Windscheif (DM-Fünfte 2015)
- 2017–2019 Max Betzien und Jonathan Erdmann (DM-Fünfte 2018)
- 2019–2021 Theo Timmermann und Jonathan Erdmann[10] sowie Max Betzien und Dirk Westphal (deutsche Beachliga 2020 Plätze 1 und 3)

Seit 2018 trainiert Fröhlich in der Halle die 1. Männermannschaft des SV Einheit Ueckermünde.

## Berufliches
Neben seiner Tätigkeiten als Beachvolleyball-Trainer und -Berater ist Fröhlich Geschäftsführer und Systemberater im Bereich der Gastronomie und Events, zunächst in Berlin und seit 2018 in Ueckermünde und in Eggesin.

## Privates
Fröhlich ist mit der Beachvolleyballerin Antje Röder verheiratet und lebt seit 2017 in Ueckermünde.